# Act I: Live in Rosario
Act I: Live in Rosario è il primo album live della cantante finlandese Tarja. È stato pubblicato su CD, DVD e Blu-ray il 24 agosto 2012. Il concerto è stato registrato con 10 telecamere HD al Teatro El Círculo a Rosario, in Argentina, il 26 marzo 2012, durante il What Lies Beneath World Tour. La track-list contiene canzoni provenienti dagli album My Winter Storm e What Lies Beneath, e diverse cover: Nemo, della band di origine della cantante, i Nightwish, The Phantom of the Opera di Andrew Lloyd Webber, Over The Hills And Far Away di Gary Moore, Still of the Night dei Whitesnake, Livin' on a Prayer dei Bon Jovi, Heaven Is a Place on Earth di Belinda Carlisle e Where Were You Last Night di Ankie Bagger. Nell'album sono presenti anche le inedite Never Enough e Into The Sun, quest'ultima pubblicata come singolo ufficiale di Act I: Live in Rosario in formato digitale il 13 luglio 2012.

## Tracce CD Live
CD1
1. Anteroom of Death – 4:20 (Tarja Turunen, Michelle Leonard, Kiko Masbaum)
2. My Little Phoenix – 4:42 (Ruud Houweling, Michiel Van Zundert)
3. Dark Star – 4:44 (Tarja Turunen, Johnny Andrews)
4. Naiad – 7:34 (Tarja Turunen, Torsten Stenzel, Adrian Zagoritis, Angela Heldmann)
5. Falling Awake – 5:15 (Tarja Turunen, Johnny Andrews)
6. I Walk Alone – 4:27 (Anders Wollbeck, Mattias Lindblom, Harry Sommerdahl)
7. Little Lies – 4:23 (Tarja Turunen, Johnny Andrews, Alex Scholpp)
8. Into the Sun – 4:32 (Tarja Turunen, Anders Wollbeck, Mattias Lindblom, Steve van Velvet)
9. Nemo – 5:03 (Tuomas Holopainen)
10. Never Enough – 4:55 (Tarja Turunen, Johnny Andrews)
11. Still of the Night – 6:41 (David Coverdale, John Sykes)
12. In for a Kill – 5:07 (Tarja Turunen, Anders Wollbeck, Matthias Lindblom)

CD2
1. Boy and the Ghost – 4:29 (Jessika Lundstrom, Anine Stang, Alexander Jonsson, Mattias Lindblom, Anders Wollbeck, Tarja Turunen)
2. Lost Northern Star – 4:38 (Kiko Masbaum, Michelle Leonard, Tarja Turunen)
3. Ciarán's Well – 3:40 (Alex Scholpp, Michelle Leonard, Doug Wimbish, Tarja Turunen)
4. Tired of Being Alone – 5:56 (Christopher von Deylen, Marcelo Cabuli, Tarja Turunen)
5. Where Were You Last Night / Heaven Is a Place on Earth / Livin' on a Prayer (Medley) – 4:05 (Norell Oson Bard / Rick Nowels, Ellen Shipley / Jon Bon Jovi, Richie Sambora, Desmond Child)
6. Underneath – 5:40 (Tarja Turunen, Johnny Andrews)
7. Oasis / The Archive of Lost Dream – 4:17 (Tarja Turunen / Tarja Turunen)
8. Crimson Deep – 7:35 (Tarja Turunen, Bart Hendrickson, Angela Heldmann)
9. The Phantom of the Opera – 6:48 (Andrew Lloyd Webber, Charles Hart, Richard Stilgoe)
10. Die Alive – 4:11 (Anders Wollbeck, Hanne Sørvaag, Mattias Lindblom, Tarja Turunen)
11. Until My Last Breath – 4:40 (Tarja Turunen, Johnny Andrews)
12. Over the Hills and Far Away – 6:07 (Gary Moore)

## Tracce DVD
DVD1
1. If You Believe (Intro) – 4:00 (Torsten Stenzel, Angela Heldmann, Adrian Zagoritis, Tarja Turunen)
2. Anteroom of Death – 4:20 (Tarja Turunen, Michelle Leonard, Kiko Masbaum)
3. My Little Phoenix – 5:20 (Ruud Houweling, Michiel Van Zundert)
4. Dark Star – 5:15 (Tarja Turunen, Johnny Andrews)
5. Naiad – 7:22 (Tarja Turunen, Torsten Stenzel, Adrian Zagoritis, Angela Heldmann)
6. Falling Awake – 5:18 (Tarja Turunen, Johnny Andrews)
7. I Walk Alone – 5:45 (Anders Wollbeck, Mattias Lindblom, Harry Sommerdahl)
8. Orpheus Hallucination / Orpheus In The Underworld – 6:35 (Jacques Offenbach)
9. Little Lies (Band Instrumental) – 2:17 (Tarja Turunen, Johnny Andrews, Alex Scholpp)
10. Little Lies – 5:48 (Tarja Turunen, Johnny Andrews, Alex Scholpp)
11. Into the Sun – 4:38 (Tarja Turunen, Anders Wollbeck, Mattias Lindblom, Steve van Velvet)
12. Nemo – 6:05 (Tuomas Holopainen)
13. Acoustic Set – 10:40
14. Never Enough – 5:05 (Tarja Turunen, Johnny Andrews)
15. In for a Kill – 6:10 (Tarja Turunen, Anders Wollbeck, Matthias Lindblom)
16. Toccata and Fugue D-minor (BWV 565) / The Phantom of the Opera – 7:05 (Johann Sebastian Bach / Andrew Lloyd Webber, Charles Hart, Richard Stilgoe)
17. Die Alive – 5:00 (Anders Wollbeck, Hanne Sørvaag, Mattias Lindblom, Tarja Turunen)
18. Until My Last Breath – 8:40 (Tarja Turunen, Johnny Andrews)
19. Over the Hills and Far Away – 12:01 (Gary Moore)

DVD2
1. Boy and the Ghost – 4:30 (Jessika Lundstrom, Anine Stang, Alexander Jonsson, Mattias Lindblom, Anders Wollbeck, Tarja Turunen)
2. Lost Northern Star – 5:15 (Kiko Masbaum, Michelle Leonard, Tarja Turunen)
3. Ciarán's Well – 3:45 (Alex Scholpp, Michelle Leonard, Doug Wimbish, Tarja Turunen)
4. Tired of Being Alone – 6:40 (Christopher von Deylen, Marcelo Cabuli, Tarja Turunen)
5. Where Were You Last Night / Heaven Is A Place On Earth / Livin' On A Prayer (Medley) – 4:10 (Norell Oson Bard / Rick Nowels, Ellen Shipley / Jon Bon Jovi, Richie Sambora, Desmond Child)
6. Underneath – 6:05 (Tarja Turunen, Johnny Andrews)
7. The Reign – 5:05 (Adrian Zagoritis, Torsten Stenzel, Angela Heldmann, Tarja Turunen)
8. Oasis / The Archive of Lost Dream – 5:45 (Tarja Turunen / Tarja Turunen)
9. Still of the Night – 7:00 (David Coverdale, John Sykes)
10. Crimson Deep – 7:43 (Tarja Turunen, Bart Hendrickson, Angela Heldmann)

## Classifiche
| Classifiche DVD (2012) | Peak position |
| ---------------------- | ------------- |
| Austria                | 3             |
| Belgio (Fiandre)       | 7             |
| Belgio (Vallonia)      | 2             |
| Finlandia              | 1             |
| Francia                | 2             |
| Germania               | 2             |
| Paesi Bassi            | 4             |
| Repubblica Ceca        | 19            |
| Svezia                 | 8             |
| Svizzera               | 2             |

| Classifiche album (2012) | Peak position |
| ------------------------ | ------------- |
| Austria                  | 36            |
| Belgio (Fiandre)         | 99            |
| Belgio (Vallonia)        | 82            |
| Finlandia                | 12            |
| Francia                  | 147           |
| Germania                 | 5             |
| Svizzera                 | 48            |